# Arzens
Arzens är en kommun i departementet Aude i regionen Occitanien  i södra Frankrike. Kommunen ligger  i kantonen Montréal som ligger i arrondissementet Carcassonne. År 2022 hade Arzens 1 196 invånare.

## Befolkningsutveckling
Antalet invånare i kommunen Arzens
Referens: INSEE